# Organização Internacional para as Migrações

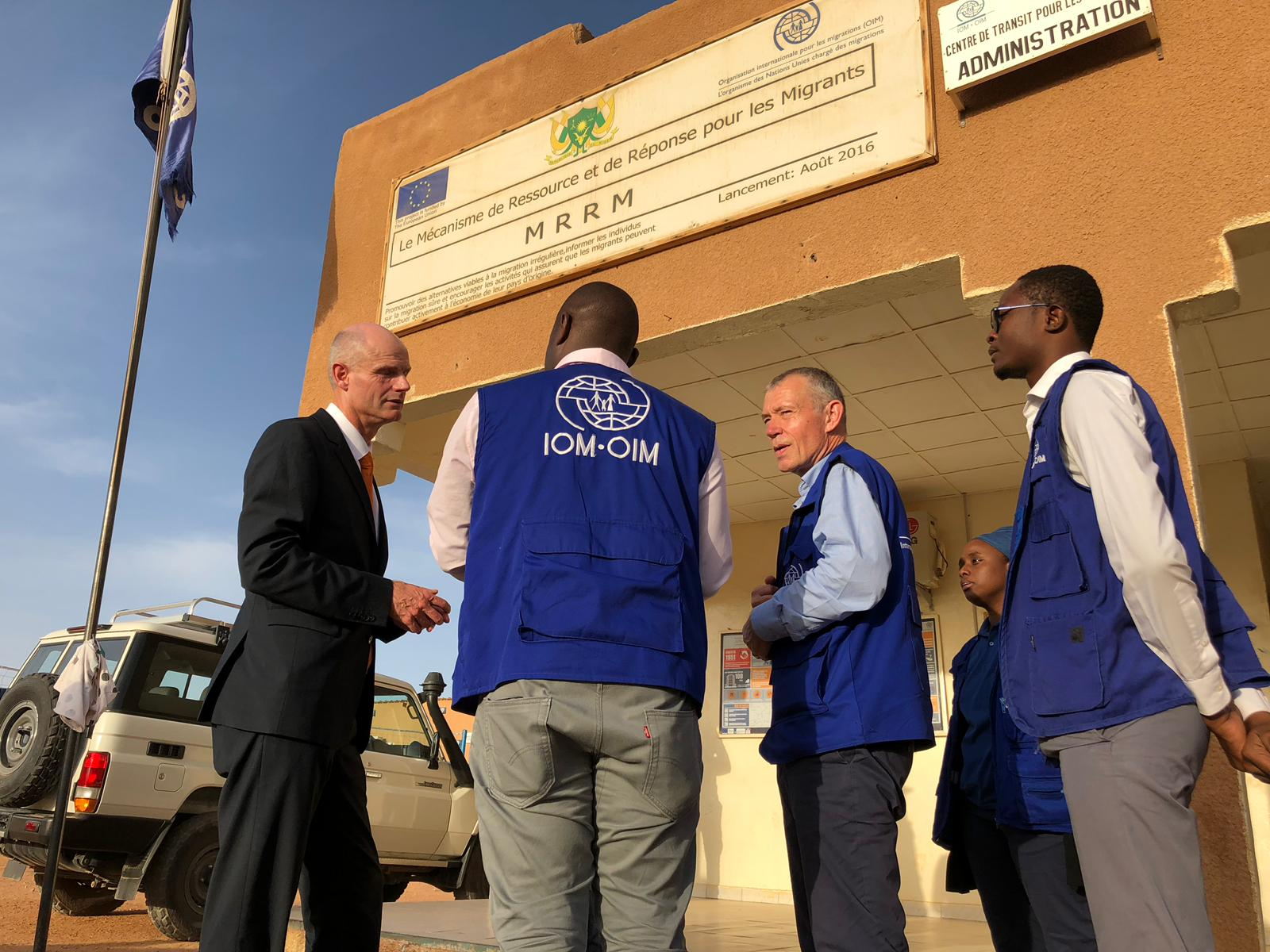
Funcionário com colete da organização

A Organização Internacional para as Migrações (OIM) é a principal organização intergovernamental que atua no enfrentamento dos desafios relacionados a migrações humanas. Foi criada em 1951 como o Comitê/Comité Intergovernamental Provisório para o Movimento de Migrantes da Europa (CIPMME) (em inglês, Provisional Intergovernmental Committee for the Movement of Migrants from Europe, ou PICMME) para ajudar as cerca de 11 milhões de pessoas deslocadas da Europa Ocidental pela Segunda Guerra Mundial. Após reestruturações e mudanças de nome, a OIM ampliou seu escopo, indo além da logística migratória na Europa e passando a atuar globalmente, tornando-se a referência internacional em questões migratórias. Em 2016, a organização passou a integrar o sistema da Organização das Nações Unidas (ONU).
A missão da OIM é promover uma migração humanizada e ordenada, pois parte do princípio de que ela beneficia migrantes e a sociedade. Para atingir seu objetivo, promove a cooperação internacional em matéria de migrações, auxilia na busca de soluções práticas para os desafios da migração, fornece assistência humanitária para migrantes, e provê serviços e aconselhamento para governos, organizações não governamentais e migrantes em todo o planeta, incluindo deslocados internos, refugiados e migrantes a trabalho.
O trabalho da OIM está estruturando em quatro grandes áreas de gestão da imigração, sendo elas: migração e desenvolvimento, facilitação da migração, regulação da migração e endereçamento da migração forçada. Há atividades transversais que incluem a promoção da lei migratória internacional,  debates e orientações sobre políticas migratórias, proteção a direitos de migrantes, saúde de migrantes e a dimensão de gênero nas migrações.
Desde março de 2019, a organização conta com 173 Estados-membros e 8 países observadores. Seu orçamento operacional anual é estimado em 1,5 bilhão de dólares, e seus cerca de 10 mil funcionários atuam em mais de 150 países do globo.
Atualmente é dirigida pelo norte-americana Amy Pope, a primeira mulher a liderar a organização. Pope sucede o português António Vitorino, de quem foi vice-diretora no período anterior.

## História
A OIM foi criada em 1951 como o Comitê Intergovernamental Provisório para o Movimento de Migrantes da Europa (CIPMME), resultado de uma Conferência Internacional para Migração realizada em Bruxelas, de 26 de novembro a 5 de dezembro de 1951, por iniciativa da Bélgica e dos Estados Unidos. O Comitê possuía 16 Estados-membros: Austrália, Áustria, Bélgica, Bolívia, Brasil, Canadá, Chile, Estados Unidos, França, Grécia, Holanda, Itália, Luxemburgo, República da Alemanha (Alemanha Ocidental), Suíça, Turquia. Para ser um membro, era necessário ser um governo democrático com demonstrado interesse no princípio de liberdade de movimento de pessoas, o que excluía países comunistas.
A CIPMME obteve mandato para ajudar os governos europeus a identificar países para reassentar as cerca de 11 milhões de pessoas deslocadas da Europa Ocidental pela Segunda Guerra Mundial. Assim, providenciou o transporte de quase um milhão de migrantes durante os anos 1950.
Em 1952, o CIPMME se mudou de nome para Comitê Intergovernamental para a Migração Europeia (CIME) (em inglês, Intergovernmental Committee for European Migration, ou ICEM) e teve sua Constituição adotada em 19 de outubro de 1953, entrando em vigor em 30 de novembro de 1954. Ao longo dos anos 50, o CIME organizou o processamento e a emigração de mais de 406.000 refugiados, deslocados internos e migrantes econômicos da Europa para outros países.
No ano de 1980, o Conselho do CIME renomeou o nome da organização para Comitê Intergovernamental para a Migração (ICM) como um reconhecimento de seu papel global. Na mesma época, havia uma crise de refugiados da Indochina.
Em 1989, a ICM se torna a Organização Internacional para as Migrações (OIM) com a emenda e ratificação de sua Constituição de 1953.
Em 19 de setembro de 2016, a OIM se integra no sistema das Nações Unidas como Agência Relacionada.
Em 1 de dezembro de 2022, a filial mexicana da OIM foi agraciada com a Insígnia da Ordem de Rio Branco pelo governo brasileiro.

## A OIM no Brasil

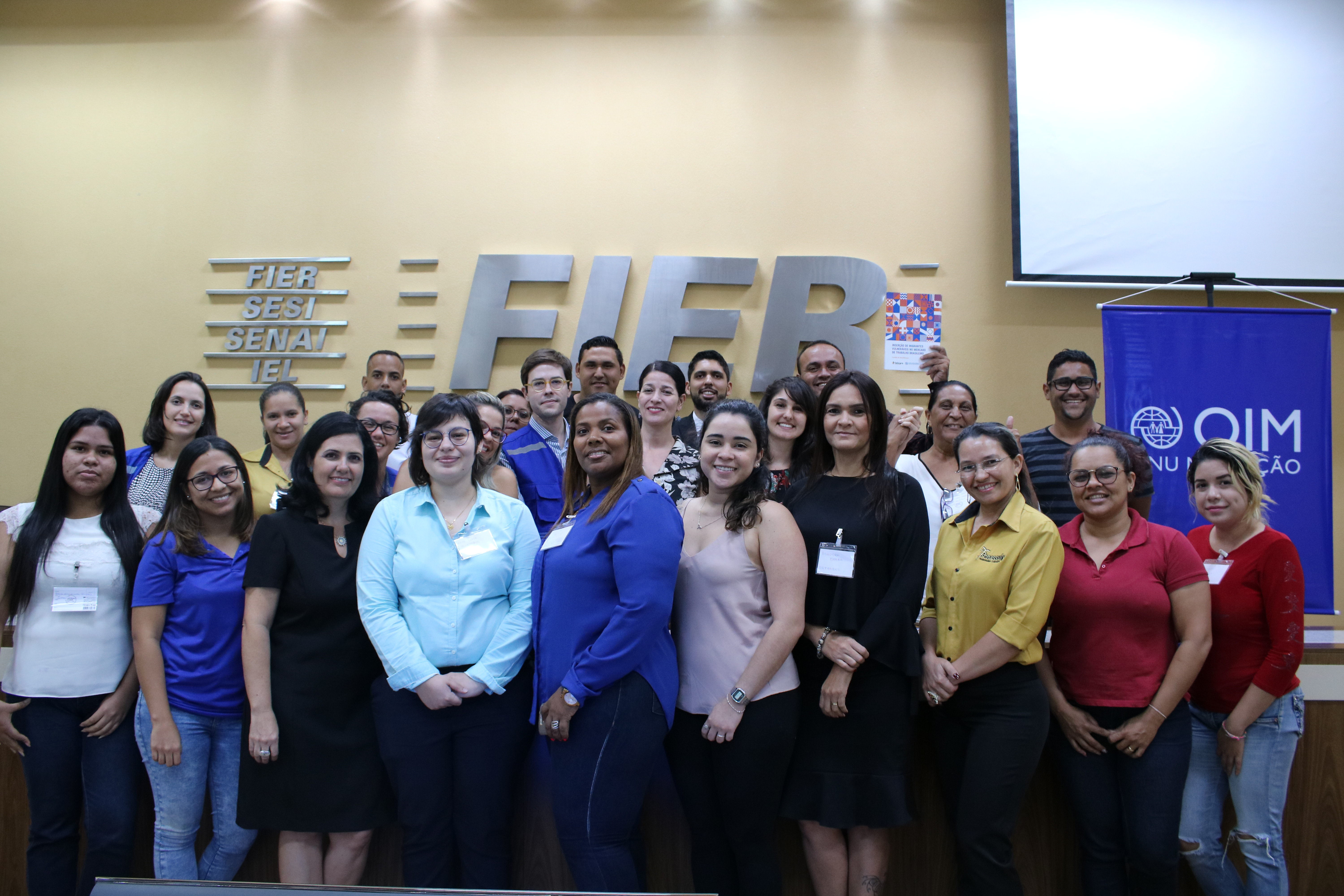
OIM realiza oficina sobre inclusão de migrantes no mercado de trabalho em parceria com a Federação das Indústrias do Estado de Roraima - FIER, Boa Vista, 29 de janeiro de 2019.

O Brasil foi aceito como estado membro da OIM em 2004, aprovando internamente a constituição da Organização em 2013. O acordo de sede entre a OIM e a República Federativa do Brasil foi promulgado em 2015, abrindo caminho para a abertura do escritório da Organização em Brasília em 2016. 
Atualmente a Organização está presente em 12 cidades brasileiras: Belém, Belo Horizonte, Boa Vista, Curitiba, Florianópolis, Manaus, Pacaraima, Porto Alegre, Recife, Rio Branco, Rio de Janeiro e São Paulo.
A atuação da Organização no Brasil está principalmente centrada no trabalho com o fluxo migratório venezuelano, o enfrentamento ao tráfico de pessoas, a geração de políticas públicas sobre migração e o auxílio ao retorno e reintegração voluntário de brasileiros em situação de vulnerabilidade no exterior.

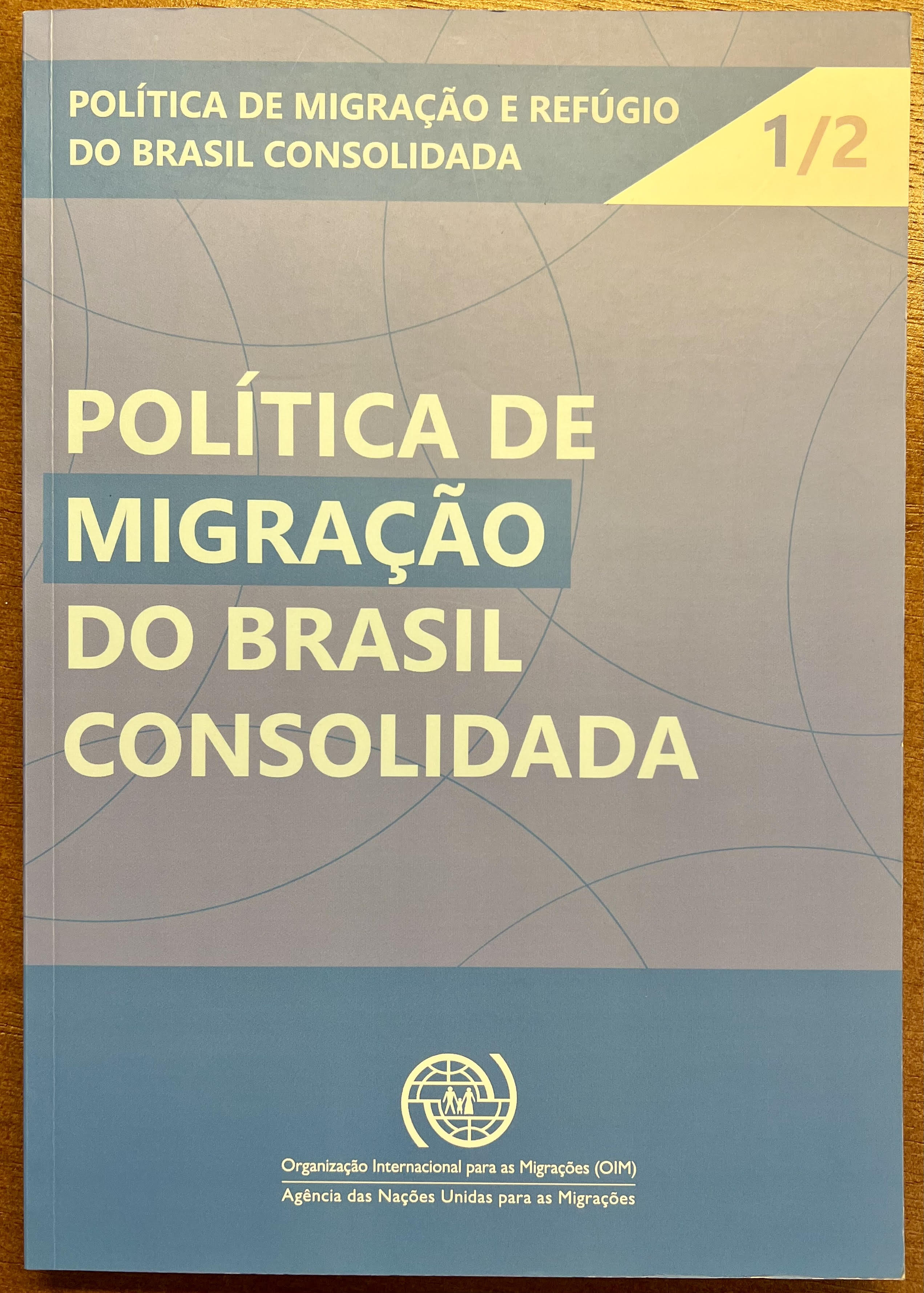
Capa de estudo de 2017 da OIM em parceria com o PNUD, comissionado pelo Ministério da Justiça

A OIM atua na atenção ao fluxo migratório desde o ano de 2016, dois anos antes da instalação da Operação Acolhida pelo Governo Federal, da qual é uma das principais apoiadoras.
Em 2018, a Organização recebeu o Prêmio Nacional de Direitos Humanos, concedido pelo Ministério dos Direitos Humanos, por sua atuação na acolhida humanitária aos migrantes venezuelanos.
Nos anos de 2018 e 2022 a OIM, em colaboração com o Ministério da Justiça, elaborou e publicou os Indicadores de Governança das Migrações (MGI, na sigla em inglês), do Brasil. Os MGI são uma série de indicadores formulados pela OIM em parceria com a The Economist para monitorar a boa governança das migrações, Meta 10.7 dos Objetivos de Desenvolvimento Sustentável da Organização das Nações Unidas.
Para além da participação do Governo Federal nos MGI de 2018 e 2022, as cidades brasileiras de São Paulo (2019), Manaus (2022) e Rio de Janeiro (2023) e Manaus (2023) também se juntaram ao exercício. Atualmente o Rio Grande do Norte é o primeiro estado brasileiro a participar do processo.

## Governo Trump e crise de financiamento
Em janeiro de 2015 o governo dos Estados Unidos, sob presidência de Donald Trump, anunciou de forma unilateral a interrupção por noventa dias do financiamento das operações de resposta à emergência migratória venezuelana liderada pela OIM no Brasil. O corte, de aproximadamente U$ 5 milhões (aproximadamente R$ 25 milhões), representa 60% do orçamento da Organização para o trimestre, impactando especialmente as atividades na região Norte do Brasil, incluindo a regularização migratória de venezuelanos vulneráveis, ações de proteção e saúde, interiorização para outras regiões do Brasil, combate ao tráfico de pessoas e desenvolvimento de planos de integração.
Imediatamente, o Governo Federal anunciou a manutenção da Operação Acolhida (força tarefa conjunta do governo brasileiro, agências da ONU e organizações da sociedade civil), deslocando servidores de outras áreas para cobrir as atividades da OIM em caráter emergencial.
A interrupção do financiamento da OIM globalmente faz parte de uma política ampla de cortes de recursos para a cooperação internacional e ajuda estrangeira mantidos pelo governo americano que incluiu, entre outros, o fechamento da Agência dos Estados Unidos para o Desenvolvimento Internacional (USAID), que em 2023 executou um orçamento de U$ 40 bilhões (aproximadamente R$ 200 bilhões) e a saída da Organização Mundial da Saúde (OMS), e que afetará de maneira drástica ações humanitárias ao redor de todo o mundo. Alguns recursos específicos para países com Iraque, Síria e para a Faixa de Gaza foram retomados, mas em um primeiro momento o Brasil permaneceu excluído.